# St. Nikolaus (Neuhofen)

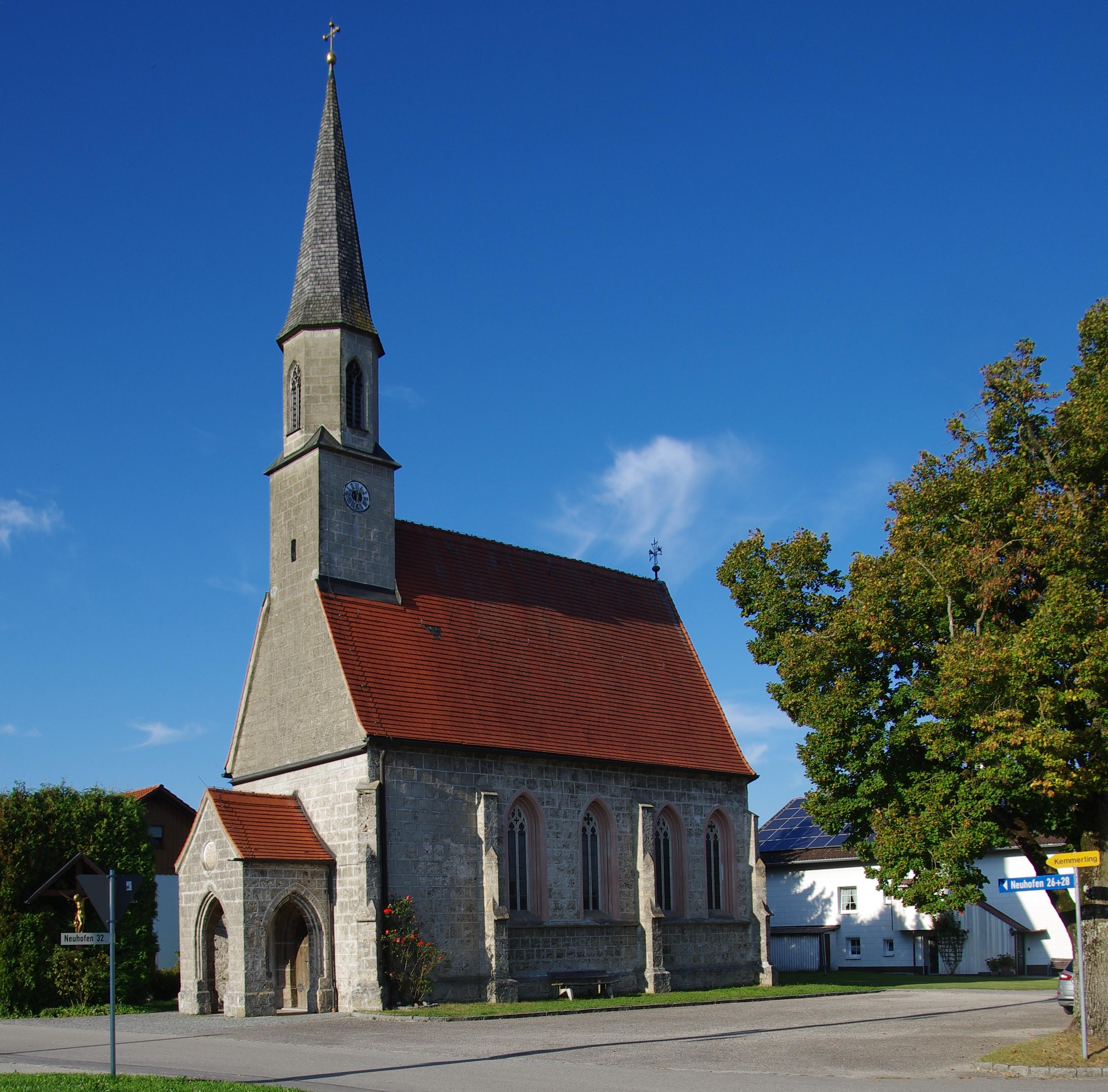
Filialkirche St. Nikolaus in Neuhofen

Die Filialkirche St. Nikolaus im Ortsteil Neuhofen von Haiming (Oberbayern) ist ein zierlicher, spätgotischer Tuffquaderbau. Ihr Langhaus hat drei Joche, der nicht eingezogene Chor eines. Dieser ist mit drei Achteckseiten abgeschlossen. Nördlich schließt sich an den Chor eine Sakristei an. Die Decke ist als Kreuzrippengewölbe ausgeführt. Westlich schließt sich eine kleine, satteldachgedeckte Vorhalle mit Sterngewölbe an. Der Turm sitzt als Dachreiter auf dem westlichen Dachfirst.